# Cleonymia jubata
Cleonymia jubata là một loài bướm đêm thuộc họ Noctuidae. Loài này có ở khắp Bắc Phi from phần phía tây của the Sahara tới Maroc và Libya, Iraq và Israel.
Con trưởng thành bay từ tháng 2 đến tháng 4. Có một lứa một năm.